# Route nationale 102 (France métropolitaine)
Pour les articles homonymes, voir Route nationale 102.
La route nationale 102, ou RN 102, est une route nationale française reliant l'autoroute A75 à Lempdes-sur-Allagnon vers la RN 7 et l'A7, à Montélimar, en contournant Le Puy-en-Velay par l'ouest.

## Historique

### Création de la route
La route nationale 102 est définie en 1824 comme la route « de Viviers à Clermont par le Puy » ; d'une longueur de 166,027 km, sa répartition par département est la suivante :
- 93,298 km dans l'Ardèche (via Villeneuve-de-Bère, Aubenas, « au nord et près de Jaujac », Mayres et Lanarce)[2] ;
- 72,729 km en Haute-Loire (via Pradelles, le Puy, Borne, Fix, Paulhaguet, Brioude et Lempde)[3].

### Déclassements et modifications de tracé
Avant la réforme de 1972, elle reliait Lempdes-sur-Allagnon à Viviers. Elle était composée des deux tronçons suivants :
- le premier se détachant de la RN 9 à Lempdes-sur-Allagnon pour rejoindre Le Puy et la RN 88 ;
- le second se détachant de la RN 88 à Landos pour rejoindre Viviers et la RN 86.

Depuis la réforme de 1972, la RN 102 a subi des modifications :
- la section de Landos à la Ribeyre a été reprise par la RN 88 ;
- la section de la Ribeyre à Lanarce a été déclassée en RD 108 et la RN 102 a repris l'intégralité de la RN 102A ;
- la section d'Alba-la-Romaine à Viviers a été déclassée en RD 107 et la RN 102 a repris une partie de l'ancien tracé de la RN 540 passant par le Teil et Montélimar.

Le décret no 2005-1499 du 5 décembre 2005 conserve cette route dans le domaine routier national au titre de la liaison entre les autoroutes A75 et A7.
Le 10 mai 2021, le tracé de la RN 102 a été modifié en Haute-Loire :
- le tronçon entre Coubladour, à Loudes, et le centre-ville du Puy-en-Velay, a été déclassé. Il se dénomme RD 902 entre Coubladour et Espaly-Saint-Marcel, et D 2 dans la commune du Puy-en-Velay ;
- en contrepartie, l'État a repris la gestion de la section appartenant jusqu'alors à la RD 906, entre Coubladour et Le Fangeas, à Cussac-sur-Loire. Cette opération s'est effectuée dans le cadre de l'ouverture du contournement de la RN 88 du Puy-en-Velay, il s'agit alors d'avoir une meilleure continuité logique d'itinéraire de la RN 102, en évitant le centre-ville du Puy[5].

La loi n° 2022-217 du 21 février 2022 prévoit le transfert des routes nationales aux collectivités volontaires. Les nationales 102 et 2102 (ancien tronçon résiduel de la N102 à Cohade) seront mises à disposition en intégralité à la région Auvergne-Rhône-Alpes. Initialement prévu le 1er janvier 2024, la mise à disposition se fera le 1er janvier 2025

### Déviations aménagées
- Déviation d'Arvant (commune de Bournoncle-Saint-Pierre), mise en service en mars 2025, 7,8 km.
- Déviation de Largelier (commune de Cohade), mise en service en 2005, 3 km[8].
- Déviation de Brioude et de Vieille-Brioude, mise en service en 1998. L'ancien tracé a été déclassé en route départementale (RD 912). La déviation de la RN 102 à hauteur de Brioude a été évoquée par un sénateur, Jean-Paul Chambriard, en 1989[9].
- Déviation de Labégude. L'ancien tracé a été déclassé (RD 578c et RD 578).
- Déviation d'Aubenas.
- Déviation de Villeneuve-de-Berg. L'ancien tracé a été déclassé (RD 902).
- Déviation de Saint-Jean-le-Centenier. L'ancien tracé a été déclassé (RD 802).
- Déviation du Teil, mise en service en janvier 2025, 4,5 km.

## Exploitation
La route nationale 102 est gérée par la Direction interdépartementale des Routes (DIR) Massif central entre Lempdes-sur-Allagnon et Alba-la-Romaine, puis par la DIR Centre-Est jusqu'à Montélimar.

## Tracé

### De Lempdes-sur-Allagnon à Cussac-sur-Loire
Les communes traversées sont :
- A75 Lempdes-sur-Allagnon
- Arvant, commune de Bournoncle-Saint-Pierre (contournée) (km 2)
- Cohade (contournée)
- Carrefour giratoire  de Brioude (contournée) (km 13)
- Vieille-Brioude (contournée)
- La Chomette
- Le Marcet, commune de Salzuit
- Saint-Georges-d'Aurac
- Sainte-Eugénie-de-Villeneuve
- Col de Fix-Saint-Geneys (altitude 1 116 m)
- Fix-Saint-Geneys (km 45)
- D 902 D 906  Carrefour giratoire de Coubladour, commune de Loudes
- Chaspuzac (km 57)
- Cordes, commune de Bains
- N 88  Carrefour giratoire du Fangeas, Cussac-sur-Loire (km 71)

### Ancien tracé de Coubladour au Puy-en-Velay (D 902etD 2)
- Coubladour, commune de Loudes
- Borne
- Bleu, commune de Polignac
- Le Puy-en-Velay

### De Cussac-sur-Loire à Montélimar
Tronc commun avec la RN 88 entre Le Fangeas et le col du Rayol
- N 88 D 500 col du Rayol
- Pradelles (km 107)

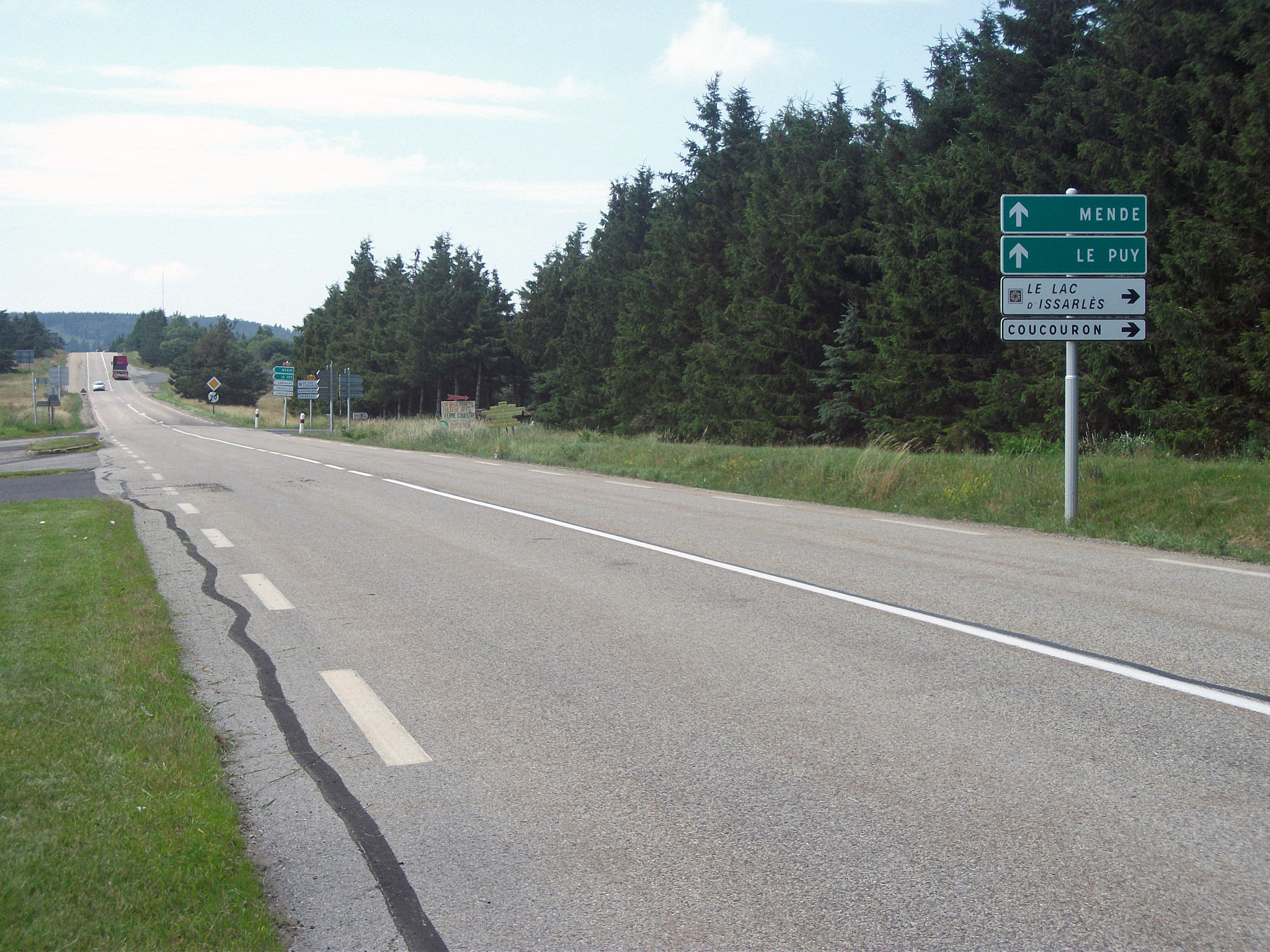
La route nationale 102 près de l'auberge de Peyrebeille en direction du Puy-en-Velay, le 26 juillet 2013.

- La Fayette passage à l'altitude maximum 1320m  commune de Lespéron
- Auberge de Peyrebeille, commune de Lanarce
- Lanarce
- Col de la Chavade, commune d'Astet
- Le Vieux-Mayres, commune de Mayres
- Mayres
- La Mothe, commune de Barnas
- Barnas
- Le Bouix, commune de Barnas
- Chaudons, commune de Thueyts
- Thueyts (km 145)
- La Teyre, commune de Thueyts
- Pont-de-Labeaume
- Lalevade-d'Ardèche
- Labégude (contournée)
- D 104 Aubenas (km 164)
- Saint-Didier-sous-Aubenas
- Lavilledieu
- Villeneuve-de-Berg
- Saint-Jean-le-Centenier +  Aire de service de Saint-Jean (dans les deux sens)
- Alba-la-Romaine
- Mélas, commune du Teil
- D 86 Le Teil (km 198)
- N 7 Montélimar (km 202)

### Ancien tracé d'Alba-la-Romaine à Viviers (D 107)
- Alba-la-Romaine
- Saint-Thomé
- Viviers

## Aménagements
- Un aménagement qualitatif est prévu entre Brioude et Le Puy et entre Pradelles et Montélimar.
- Des créneaux de dépassement à 3 voies sont à l'étude au Sud-Est d'Aubenas afin de faciliter aux automobilistes le dépassement des véhicules lourds nombreux sur cette route.
- Des aires de repos sont implantées en divers points donnant parfois accès à une station service et/ou un restaurant.
- Déviation projetée : Saint-Georges-d'Aurac.
- Des créneaux de dépassement sont projetés dans les montées du col de Fix-Saint-Geneys.
- De la même manière, les élus locaux poussent pour la création de nouveaux créneaux de dépassement sur le tronc commun avec la RN 88. Depuis de longues années, la construction d'un rond-point est attendu au col du Rayol, à Pradelles.

### Déviation d'Arvant
La déviation d'Arvant consistera à créer un axe sécurisé entre ce lieu-dit de Bournoncle-Saint-Pierre, au droit de l'échangeur 20 de l'autoroute A75, et la déviation de Largelier, au nord de Brioude. La RN 102 coupe actuellement un passage à niveau préoccupant de la ligne de Saint-Germain-des-Fossés à Nîmes-Courbessac (et de la fin de la ligne de Figeac à Arvant) au sud de la gare d'Arvant. Il s'agit d'une route à 2 × 2 voies, de 7,8 km. Elle aura le statut de route pour automobiles et sa vitesse sera limitée à 110 km/h. Le coût de cette opération est estimé à 60,1 millions d'euros,. Cette réalisation est confirmée par le préfet de la Haute-Loire en janvier 2014. Déclaré d'utilité publique le 21 janvier 2016, ce projet comprend :
- le réaménagement de l'échangeur avec l'autoroute A75 par la création d'un carrefour giratoire ;
- la création de deux échangeurs, à Arvant (avec la RD 17 et une voie communale) et à Cohade (avec la RD 14) ;
- la création de treize ouvrages d'art, dont le viaduc de la Leuge, au sud d'Arvant, passant au-dessus de la RD 17 et de la ligne de Figeac à Arvant.

La déviation est ouverte depuis le 28 octobre 2024, mais les échangeurs d'Arvant et de Cohade étaient encore en construction. L’ouverture complète est mise en service le 24 mars 2025.

### Déviation du Teil

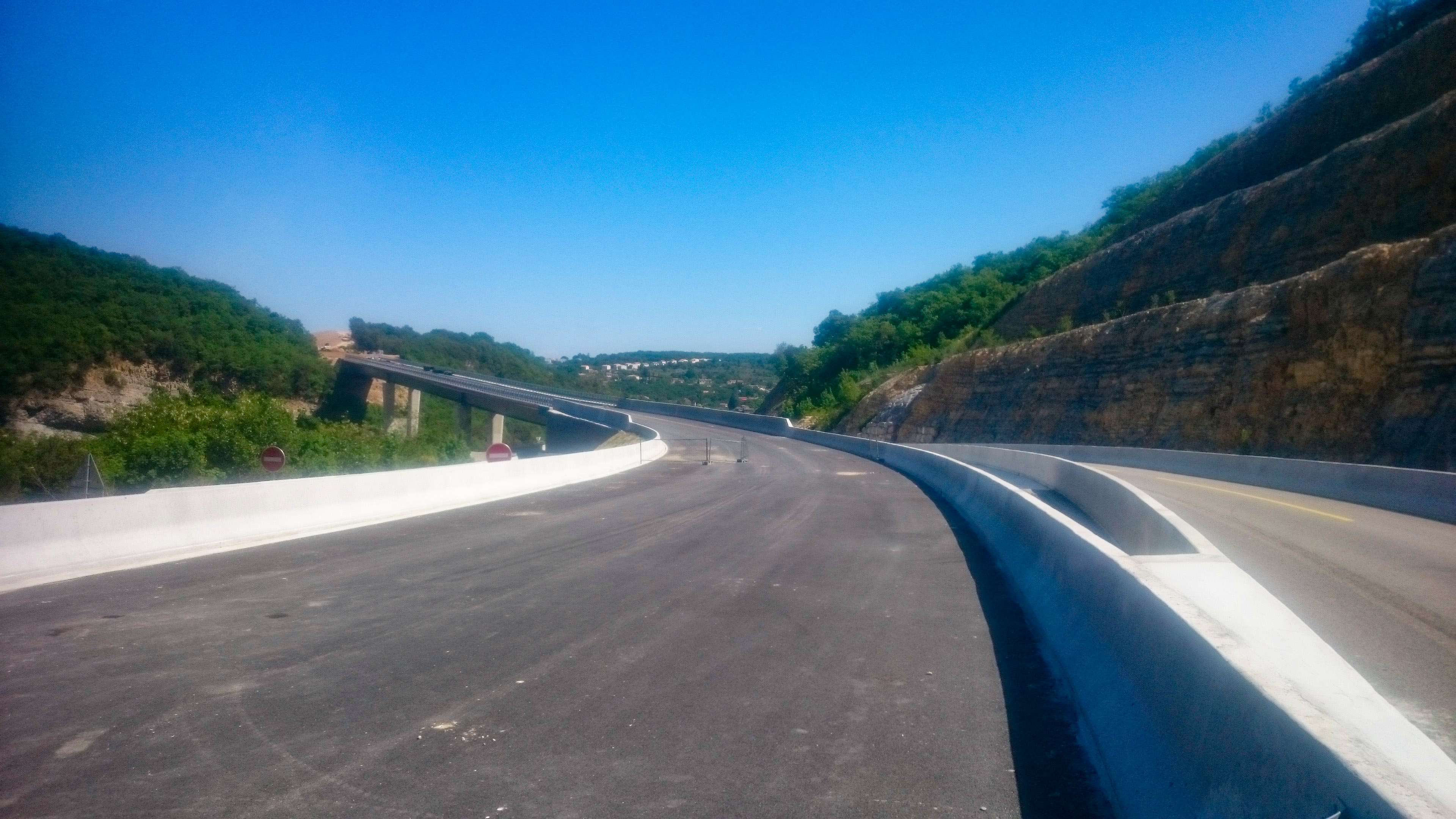
Pont de la déviation du Teil avant les marquages en mai 2023.

La déviation du Teil « s'inscrit dans le cadre de l'amélioration de la liaison entre Aubenas et l'autoroute A7 ». Elle consiste en la réalisation d'une route bidirectionnelle entre Rochemaure, sur la RD 86, et le hameau du Pontet, tout en contournant la ville par le nord. Compte tenu de la topographie difficile dans ce secteur, une voie pour véhicules lents sera créée.
Le projet, « d'intérêt général » en 1993, est déclaré d'utilité publique le 24 novembre 2011. Le projet, d'un montant de 68 millions d'euros, est financé par l'État, le conseil régional d'Auvergne-Rhône-Alpes et le conseil départemental de l'Ardèche.
Après 6 ans de travaux, la déviation du Teil est mise en service le 31 janvier 2025.

## Lieux sensibles
- La partie ardéchoise de la route nationale 102 est difficilement praticable. Elle comprend des ouvrages d'art construits au XVIIIe siècle inadaptés à la circulation actuelle, avec l'impossibilité pour deux camions de se croiser, notamment entre Aubenas et Mayres[17].
- La portion de la RN 102 située entre Le Puy-en-Velay et Lempdes-sur-Allagnon reste, malgré l'installation de trois radars automatiques, le théâtre de nombreux accidents, dont certains très graves.

- - En 2020, trois personnes sont décédées sur la RN 102 en Haute-Loire (deux victimes au col de Fix et un sur la plaine de Bleu, à Polignac, quelques mois avant le déclassement de cette partie de la route nationale)[18],[19].
  - Entre 1997 et 2011, 97 personnes ont perdu la vie sur les 70 kilomètres qui séparent Le Puy-en-Velay de Lempdes-sur-Allagnon[20].
- L'accident le plus grave s'est produit le 13 août 1954 à 15 h sur la section qui descend de la haute Ardèche jusqu'à la vallée du Rhône quant à hauteur du virage, pratiquement à angle droit, du pont de Mayres, un car, dont les freins avaient brûlé dans la descente du col de la Chavade, sauta dans le lit quasi à sec de la rivière. À bord se trouvaient des jeunes et leurs accompagnateurs de la commune de Meymac. Un monument et une plaque à l'entrée du pont remémorent le souvenir des 19 morts et 25 blessés retirés des carcasses brûlantes du véhicule[21].

- En conséquence de ces accidents, de nombreux élus des localités traversées par la RN 102 sollicitent les services de l'État pour que de nouveaux radars automatiques soient implantés au niveau des points les plus accidentogènes du tracé.

## Sites remarquables
- Auberge de Peyrebeille, située sur la commune de Lanarce (Ardèche);
- Col de la Chavade, placé sur la ligne de partage des eaux entre la mer Méditerranée et l'océan Atlantique, sur la commune d'Astet (Ardèche) ;
- Borne milliaire de Mélas (IIe siècle) en Ardèche.

## Galerie d’images

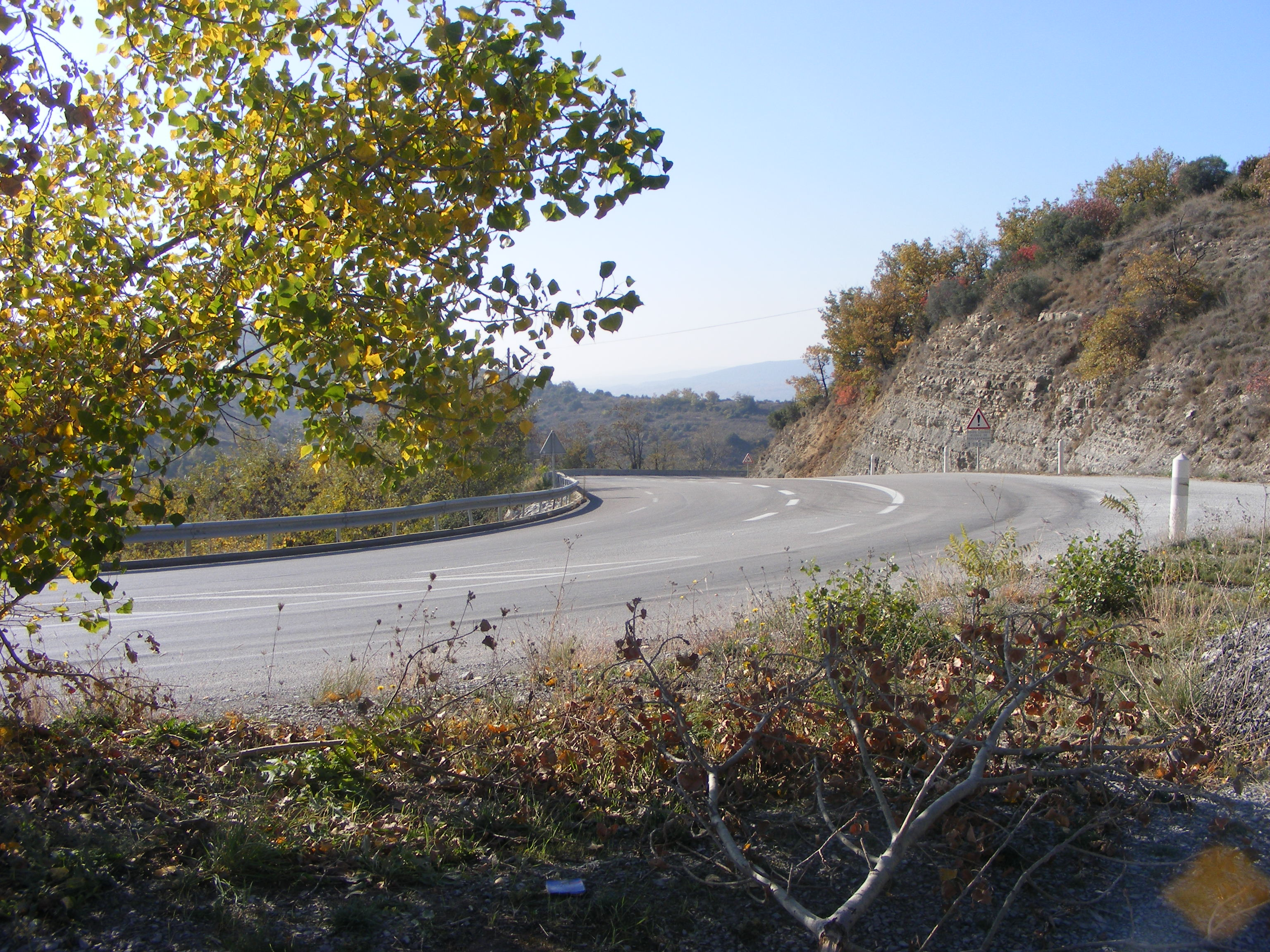
La RN 102 en direction d'Aubenas.
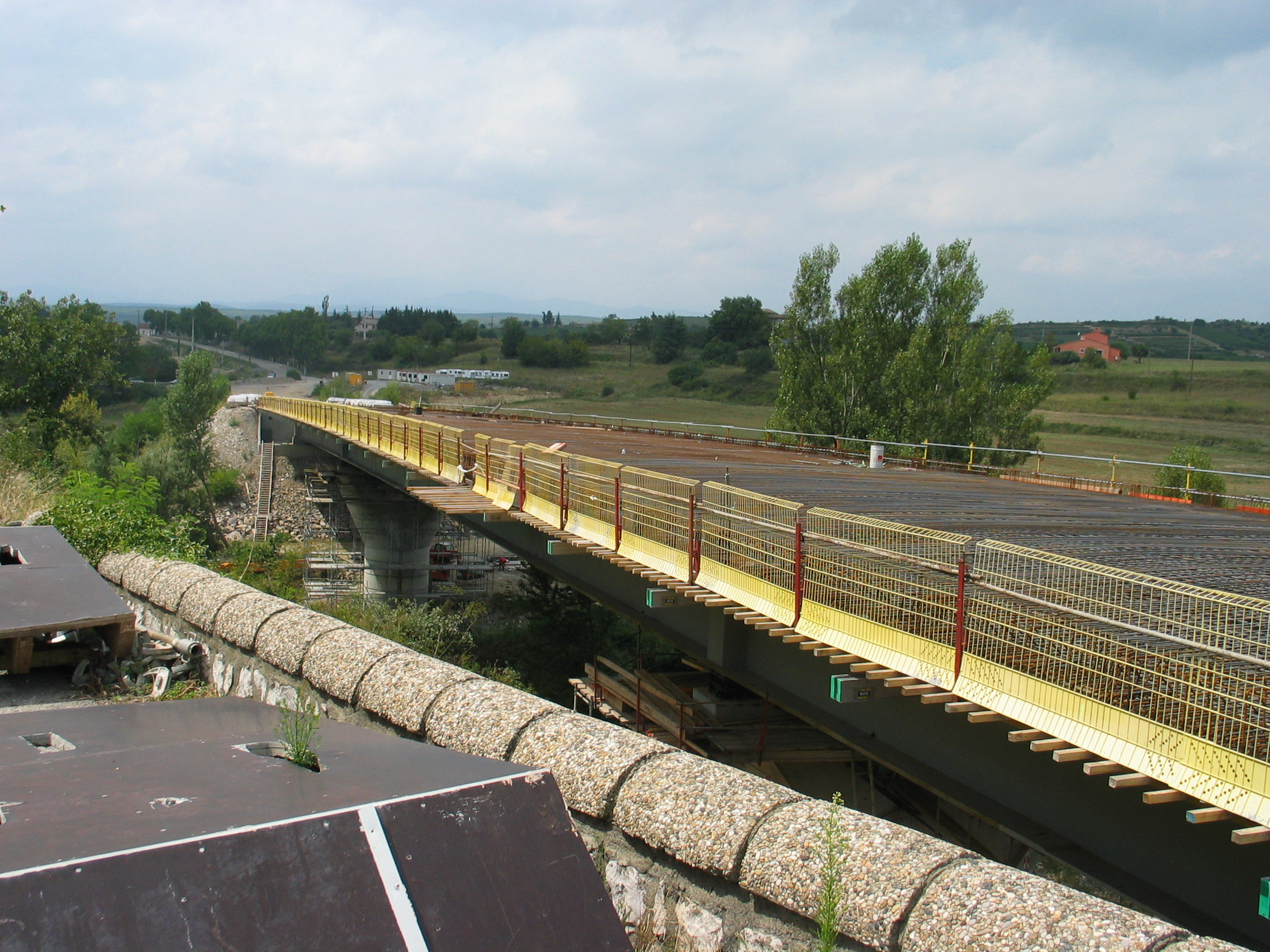
Mise en place du pont sur la RN 102 à la bifurcation de Villeneuve-de-Berg.
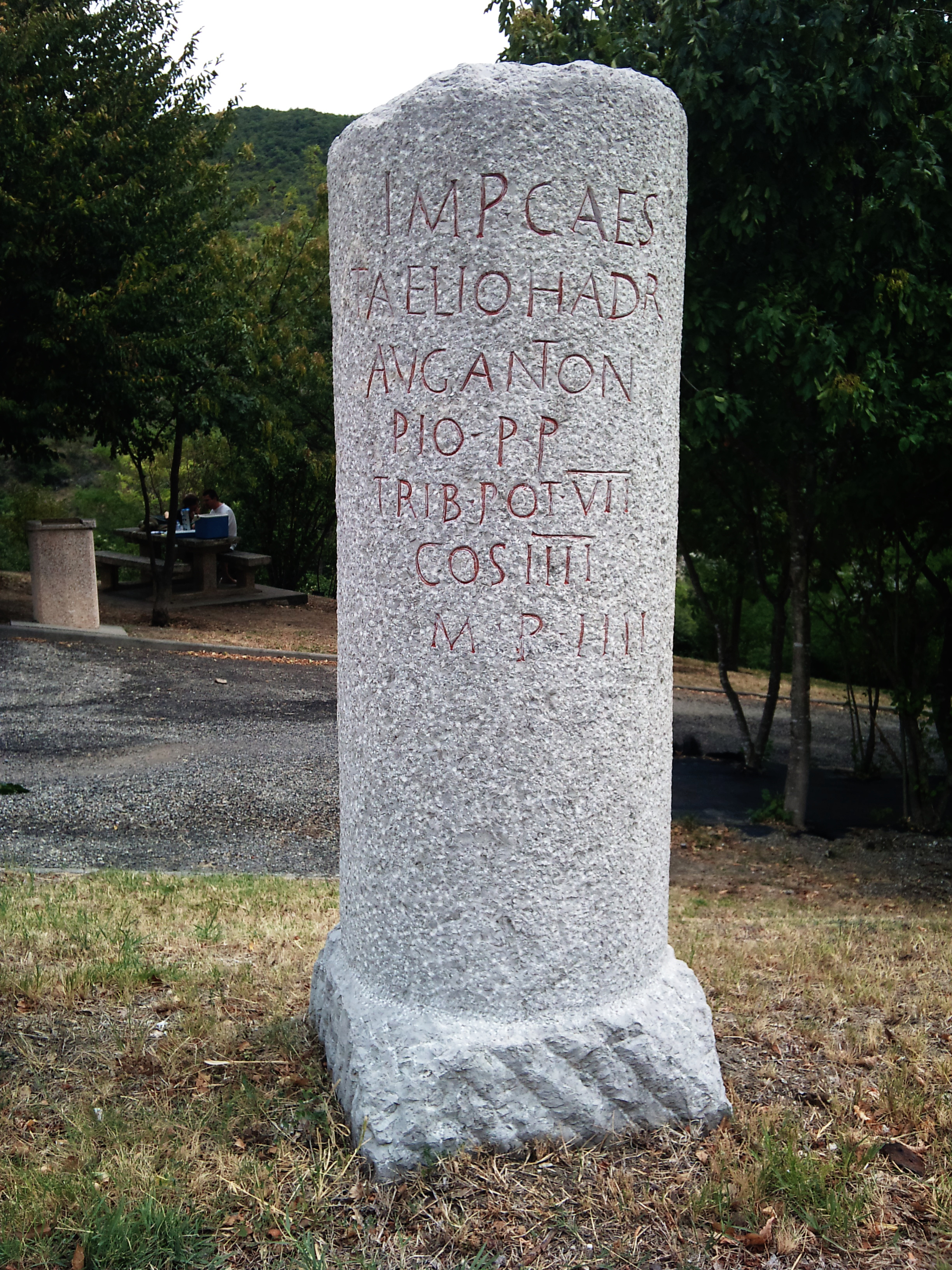
Réplique du milliaire de Mélas, sur un parking à 3,8 km du rond-point du Buis d'Aps, vers Le Teil.
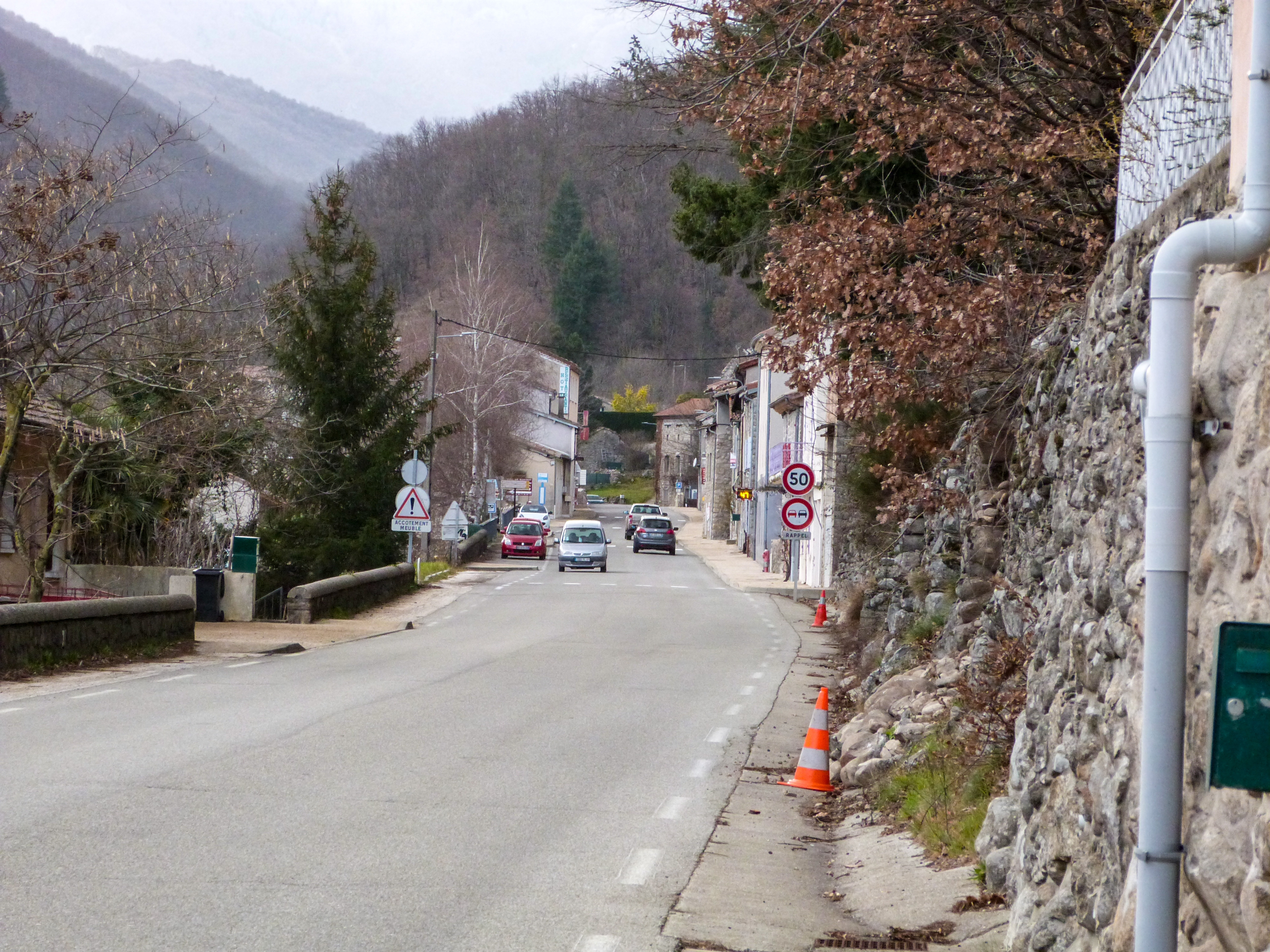
La RN 102 à Barnas.